# Route latérale

Route latérale à deux voies parallèle à une autoroute urbaine à deux fois trois voies (conduite à gauche)

En conception routière, une route latérale est une route adjacente et en général parallèle à une autoroute, route express, route verte ou route à priorité et dont le rôle est d'intercepter, collecter et distribuer la circulation désirant traverser, prendre ou quitter la voie.
Les routes latérales peuvent également donner accès aux propriétés auxquelles la réglementation interdit l'accès direct. On les nomme alors routes de désenclavement.

## Route de désenclavement
La création d'une route neuve en milieu rural perturbe souvent le parcellaire agricole. Certaines parcelles, antérieurement desservies par un chemin rural ou un chemin d'exploitation, peuvent ne plus avoir d'entrée ou de sortie. Pour que les exploitants agricoles puissent accéder à leurs terres, une ou des voies de désenclavement, souvent des chemins en terre, sont alors construites.
Lorsqu'une région d'un pays est particulièrement isolée, on peut construire une route dite de désenclavement, qui permet de relier cette zone au reste du pays. Le sens est similaire, mais il ne s'agit alors plus d'une route latérale à une autre route.